# Монтацоли
Монтацоли (итал. Montazzoli) је насеље у Италији у округу Кјети, региону Абруцо.
Према процени из 2011. у насељу је живело 800 становника. Насеље се налази на надморској висини од 827 м.

## Становништво
Према резултатима пописа становништва 2011. у општини је живело 1.032 становника.
| 1931. | 1936. | 1951. | 1961. | 1971. | 1981. | 1991. | 2001. | 2011. |
| ----- | ----- | ----- | ----- | ----- | ----- | ----- | ----- | ----- |
| 2.235 | 2.471 | 2.651 | 1.614 | 1.413 | 1.338 | 1.233 | 1.116 | 1.032 |